# ザ・ポリティシャン
『ザ・ポリティシャン』（原題: The Politician）は、アメリカ合衆国のコメディドラマシリーズ。サンタバーバラの富豪ペイトン・ホバートが、政治レースに奮闘する様を描く。制作はライアン・マーフィー、ブラッド・ファルチャック、イアン・ブレナンが務めた。Netflixにより制作され、2019年9月27日より世界同時に配信された。2020年6月19日にシーズン2が配信された。
番組は批評家から好意的な評価を受け、ゴールデングローブ賞にノミネートされた。

## あらすじ
物心ついた頃から大統領になることを夢見てきた御曹司のペイトン・ホバート。手始めに高校の生徒会長選での勝利を目指す。

## 登場人物

### メインキャスト
ペイトン・ホバート
演 - ベン・プラット、日本語吹替 - 豊永利行
主人公。生徒会長に立候補する。
インフィニティ・ジャクソン
演 - ゾーイ・ドゥイッチ、日本語吹替 - 森谷里美
アストリッド・スローン
演 - ルーシー・ボーイントン、日本語吹替 - 北原沙弥香
ジョージナ・ホバート
演 - グウィネス・パルトロウ、日本語吹替 - 宮島依里
ペイトンの義母。
リヴァー・バークリー
演 - デヴィッド・コレンスウェット、日本語吹替 - 早志勇紀
アリス・チャールズ
演 - ジュリア・シュレプファー、日本語吹替 - 小清水亜美
マカフィ・ウエストブルック
演 - ローラ・ドレイファス、日本語吹替 - 高橋雛子

## エピソード
| シーズン | シーズン | 話数 | 話数 | 放送期間      | 放送期間      |
| -------- | -------- | ---- | ---- | ------------- | ------------- |
|          | 1        | 8    | 8    | 2019年9月27日 | 2019年9月27日 |
|          | 2        | 7    | 7    | 2020年6月19日 | 2020年6月19日 |

＊各シーズン全話一斉配信

### シーズン1 (2019)
| 通算 話数 | シーズン 話数 | タイトル                                                               | 監督                           | 脚本                                                          | 公開日        |
| --------- | ------------- | ---------------------------------------------------------------------- | ------------------------------ | ------------------------------------------------------------- | ------------- |
| 1         | 1             | "夢に向かって" "Pilot"                                                 | ライアン・マーフィー           | ライアン・マーフィー & ブラッド・ファルチャック & Ian Brennan | 2019年9月27日 |
| 2         | 2             | "ハリントン・コモード" "The Harrington Commode"                        | ブラッド・ファルチャック       | ライアン・マーフィー & ブラッド・ファルチャック & Ian Brennan | 2019年9月27日 |
| 3         | 3             | "化かし合い" "October Surprise"                                        | ジャネット・モック             | ライアン・マーフィー & ブラッド・ファルチャック & Ian Brennan | 2019年9月27日 |
| 4         | 4             | "ゴーン・ガール" "Gone Girl"                                           | ヘレン・ハント                 | ライアン・マーフィー & ブラッド・ファルチャック & Ian Brennan | 2019年9月27日 |
| 5         | 5             | "浮動票" "The Voter"                                                   | Ian Brennan                    | ライアン・マーフィー & ブラッド・ファルチャック & Ian Brennan | 2019年9月27日 |
| 6         | 6             | "ペイトン暗殺計画" "The Assassination of Payton Hobart: Part 1"        | グウィネス・ホーダー＝ペイトン | Ian Brennan                                                   | 2019年9月27日 |
| 7         | 7             | "ペイトン暗殺計画: その2" "The Assassination of Payton Hobart: Part 2" | グウィネス・ホーダー＝ペイトン | Ian Brennan ブラッド・ファルチャック                          | 2019年9月27日 |
| 8         | 8             | "ウィーン" "Vienna"                                                    | ブラッド・ファルチャック       | ブラッド・ファルチャック                                      | 2019年9月27日 |

### シーズン2 (2020)
| 通算 話数 | シーズン 話数 | タイトル                                      | 監督                           | 脚本                                                          | 公開日        |
| --------- | ------------- | --------------------------------------------- | ------------------------------ | ------------------------------------------------------------- | ------------- |
| 9         | 1             | "ニューヨークの想い" "New York State of Mind" | ブラッド・ファルチャック       | ライアン・マーフィー & ブラッド・ファルチャック & Ian Brennan | 2020年6月19日 |
| 10        | 2             | "3人婚の解消" "Conscious Unthroupling"        | グウィネス・ホーダー＝ペイトン | ブラッド・ファルチャック Ian Brennan                          | 2020年6月19日 |
| 11        | 3             | "キャンセルカルチャー" "Cancel Culture"       | David Petrarca                 | ライアン・マーフィー & ブラッド・ファルチャック & Ian Brennan | 2020年6月19日 |
| 12        | 4             | "一発逆転" "Hail Mary"                        | タムラ・デイヴィス             | ブラッド・ファルチャック Ian Brennan                          | 2020年6月19日 |
| 13        | 5             | "有権者" "The Voters"                         | Ian Brennan                    | Ian Brennan                                                   | 2020年6月19日 |
| 14        | 6             | "投票箱の中身は?" "What's in the Box?"        | Tina Mabry                     | ブラッド・ファルチャック Ian Brennan                          | 2020年6月19日 |
| 15        | 7             | "勝敗の行方" "Election Day"                   | グウィネス・ホーダー＝ペイトン | Ian Brennan ブラッド・ファルチャック                          | 2020年6月19日 |

## 評価

### 批評
第1シーズンは批評集積サイトのRotten Tomatoesに89件のレビューがあり、批評家支持率は57%、平均点は10点満点で6.74点となっている。また、Metacriticには32件のレビューがあり、加重平均値は66/100となっている。
第2シーズンはRotten Tomatoesに20件のレビューがあり、批評家支持率は40%、平均点は10点満点で5.84点となっている。また、Metacriticには8件のレビューがあり、加重平均値は46/100となっている。